# 서량
서량(西凉, 400년 ~ 421년)은 중국 오호 십육국 시대 때 한족인 이고에 의해 건국된 나라이다.

## 역사
397년, 후량의 건강(建康, 영역은 지금의 감숙성 주천시의 일부 지역에 해당한다)태수 단업이 후량으로부터 자립하여 북량을 건국했다. 398년 단업은 돈황을 장악하자 돈황태수 맹민(孟敏)을 사주(沙州, 영역은 지금의 감숙성 돈황시 일대에 해당한다)자사에 임명하고 동시에 한인 호족의 지지가 두터운 이고를 효곡(效穀, 지금의 감숙성 주천시 과주현 남서쪽)현령으로 임명하였다. 얼마 후 맹민이 병사하자, 한인 호족의 추대로 이고가 돈황태수가 되었다. 400년, 북량의 진창(晋昌, 영역은 지금의 감숙성 주천시의 일부 지역에 해당한다)태수 당요(唐瑤)가 모반을 일으켜 이고를 대장군·양공·진·량2주목(秦凉二州牧), 호강교위(護羌校尉)로 추대하면서 서량이 건국되었다. 이고는 북량의 저거몽손의 침공을 막는 한편 농경, 양잠 및 서역과의 교역을 장려하여 서량을 안정된 국가로 성장시켰다. 또한 한족사회의 전통에 충실하여 학교를 짓고 유교를 진흥시켜, 한족문화의 보호에 노력하였다.
417년에 이고가 병사하고 이흠이 뒤를 이었으나, 아버지와 달리 무능하였고, 신하에게 냉혹하게 대하는 경우가 많았기에 인망이 없었다. 또한 신하의 간언을 무시하고 420년 7월, 북량으로 원정에 나섰다가 오히려 저거몽손에게 대패하고 사로잡혀 처형당했으며 서량은 여기서 일시적으로 멸망하였다.
420년 10월, 이흠의 동생인 관군후(冠軍侯) 이순은 돈황으로 도망쳐 양주자사를 자칭하여 다시 서량을 부활시켰다. 그러나 421년에 저거몽손이 돈황을 점령하여 서량은 완전히 멸망하였다.

## 역대 군주
| 대수  | 묘호             | 시호                         | 휘         | 연호                                              | 재위기간      | 능호           |
| ----- | ---------------- | ---------------------------- | ---------- | ------------------------------------------------- | ------------- | -------------- |
| 제1대 | 양 태조 (凉太祖) | 무소왕 (武昭王)              | 이고(李暠) | 경자(庚子) 400년 ~ 404년 건초(建初) 405년 ~ 417년 | 400년 ~ 417년 | 건세릉(建世陵) |
| 제2대 | -                | 후주 (後主) (주천공<酒泉公>) | 이흠(李歆) | 가흥(嘉興) 417년 ~ 420년                          | 417년 ~ 420년 | -              |
| 제3대 | -                | 말주 (末主)                  | 이순(李恂) | 영건(永建) 420년 ~ 421년                          | 420년 ~ 421년 | -              |

## 같이 보기
- 둔황시
- 한족
- 주취안시
- 간쑤성
- 오호 십육국 시대
- 우웨이시
- 오호